# 昕诺飞
昕诺飞（英語：Signify NV），前身为Philips Lighting N.V. ，是一家荷兰跨国照明公司，成立于2016年，由飞利浦照明部门通过IPO分拆出来。该公司为消费者、专业人士和物联网制造电灯、灯具和控制系统。2018年，飞利浦照明更名为 Signify。该公司仍在以飞利浦为品牌生产照明产品。

## 历史
照明部门是飞利浦最初的业务之一，飞利浦于 1891年在荷兰埃因霍温建立了一家白炽灯工厂。
2014年9月，飞利浦宣布公司计划将公司拆分为两个市场领先的实体，一个专注于健康和医疗技术，另一个专注于互联 LED 照明解决方案。 
2016年5月3日，飞利浦宣布成立名为 Philips Lighting N.V. 的独立公司。飞利浦表示，分拆的主要原因是医疗技术业务占销售额的 40% 以上，而其照明解决方案部门仍然是主要的摇钱树，产品销往 180 个国家。 分离后的公司于 2016年5月27日进行了首次公开募股，估值为34亿美元；提供了25%的股份。公司在阿姆斯特丹泛欧交易所上市，股票代码为“LIGHT”。 
2018年3月，飞利浦照明宣布公司名称变更为昕诺飞，并于2018年5月16日生效。然而，昕诺飞继续以飞利浦品牌生产部分照明产品。  
2019年4月16日，昕诺飞收购了总部位于香港的 Wi-Fi 连接照明解决方案提供商 WiZ Connected，收购金额不详。 
2020年3月2日，伊顿以14亿美元的价格将其照明业务 Cooper Lighting Solutions 出售给 Signify。 
2021年7月，昕诺飞收购了英国公司 Telensa， 其为一家智能街道照明控制公司。
2021年12月20日，昕诺飞宣布已与 AMS Osram 达成最终协议，以2.72亿美元的价格收购植物照明公司 Fluence，交易于2022年5月完成。 
Signify 生产照明相关产品，主要以飞利浦品牌（经许可使用），以及Interact 、 Philips Hue 、Color Kinetics 和 WiZ 等品牌生产。 Signify 的产品组合包括电灯、物联网平台以及面向消费者和专业人士的联网照明系统。